# Marijino kronanje (Lippi)
Marijino kronanje (v italijanščini Incoronazione Maringhi) je slika italijanskega renesančnega mojstra Filippa Lippija, razstavljena v galeriji Uffizi v Firencah.

## Zgodovina
Francesco Maringhi, prokurist cerkve Sant'Ambrogio v Firencah, je po smrti leta 1441 pustil denar za novo sliko za visoki oltar cerkve. Izplačani računi za delo do leta 1447 so ohranjeni.
Fra Filippo Lippi je v poznih 1430-ih zapustil samostan Carmine, da bi odprl svojo umetniško delavnico; vendar, ker ni imel dovolj denarja za plačilo pomočnikov in vajencev, je delal sam z dvema običajnima sodelavcema, Fra Carnevalejem in Fra Diamanteom, skupaj z neznanim 'Piero di Lorenzo dipintore'. Za Marijino kronanje pa je moral Lippi poklicati skupno šest zunanjih slikarjev, ki so bili odgovorni tudi za pozlačen okvir, ki je zdaj izgubljen. Delo je bilo prvotno izgubljeno, z izjemo majhne plošče Čudežem svetega Ambroža, ki je zdaj v berlinskih državnih muzejih.
Delo so takoj občudovali in kopirali številni slikarji. V Sant'Ambrogio je ostalo do leta 1810, ko so ga ukradli. Kasneje so ga prodali  Galleriji dell'Accademia, od koder so ga prenesli v galerijo Uffizi v Firencah.

## Opis
Delo je sestavljeno iz ene plošče, ki jo loki razdelijo v tri sektorje. Na straneh osrednjega loka sta dva tonda, ki prikazujeta Angela oznanjenja in Devico.
Na glavnem prizorišču je množica svetopisemskih oseb, angelov in svetnikov, upodobljenih v neformalnih položajih; večinoma so to portreti resničnih ljudi. Kot po navadi je prizor postavljen v Nebesa, vendar se je Lippi odločil, da se izogne zastarelemu pozlačenemu ozadju in ga nadomesti s črtastim nebom, ki aludira na sedem sektorjev raja. V sredini, v poveljniškem položaju, sta Kristus in klečeča Madona, ki jo bo okronal, znotraj veličastnega marmornega prestola v perspektivi. Slednje vključuje nišo v obliki lupine, ki je predstavljena na drugih Lippijevih slikah.
Štirje angeli držijo pozlačen trak, na spodnji ravni pa niz klečečih svetnikov; na levi in desni strani sta drugi dve skupini svetnikov in angelov, ki sta jih navdihnila množica zborov starejših del, na primer Marijono kronanje Lorenza Monaka. Povišan tlak stranskih skupin ustvarja perspektivni trikotnik, katerega vrh je marijina glava.
Med liki na sredini je mogoče prepoznati Marijo Magdaleno in sv. Evstahija (naslov enega najpomembnejših oltarjev v cerkvi) s sinovi in ženo. Te figure, vse brez haloja, so krajše od običajnih, saj si je slikar zamislil, da jih v perspektivi vidijo redovnice samostana Sant'Ambrogio iz svojih ločenih korov.
Klečeči ob strani je naročnik dela, obrnjen na kartušo z napisom ISTE PERFECIT OPUS ('ta je delo končal'), na levi strani pa je avtoportret Filippa Lippija v halji karmeličanskega meniha (kot on je bil). Ob straneh stojita dva naslovna svetnika cerkve: sveti Ambrož (levo) in sveti Janez Krstnik (desno), katerih stroga predstavitev razkriva vpliv Masaccia.
Ta slika je podrobno opisana v vrsticah 344–389 pesmi Roberta Browninga Fra Lippo Lippi, ki je bila objavljena leta 1855 v njegovi zbirki Moški in ženske.